# دنیاگیری کووید-۱۹ در قزاقستان
دنیاگیری کووید-۱۹ در قزاقستان بخشی از دنیاگیری بیماری کروناویروس ۲۰۱۹ در جهان است. اولین مورد تأیید شده در قزاقستان در  ۱۳ مارس ۲۰۲۰ در شهر آلماتی اعلام شد.